# Eduard Strauss II

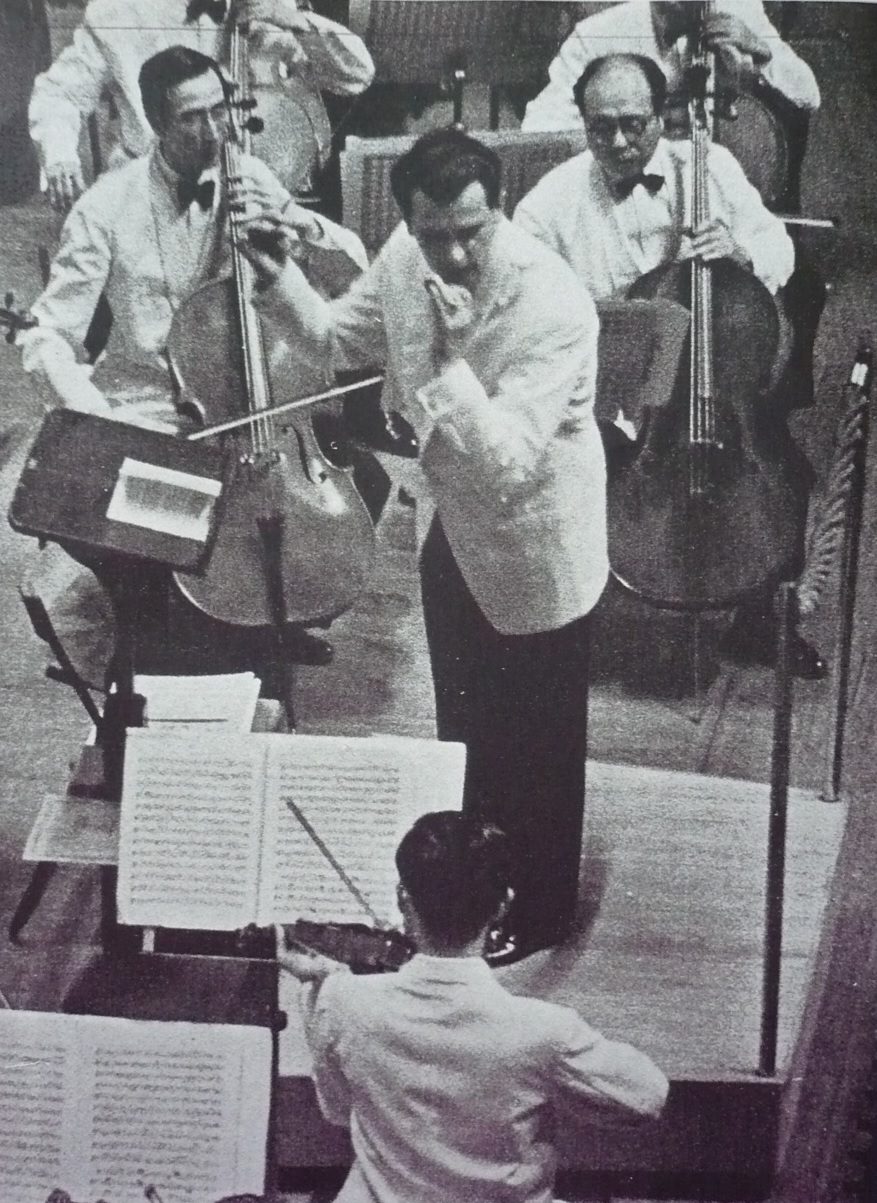
Eduard Strauss II am 30. Juli 1956 in Japan

Eduard Strauss II (vollständig Eduard Leopold Maria Strauss, * 24. März 1910 in Wien-Matzleinsdorf; † 6. April 1969 in Wien) war ein österreichischer Dirigent. Er war Urenkel von Johann Strauss (Vater), Enkel von Eduard Strauß sowie Großneffe von Johann Strauss (Sohn) und Josef Strauss. Seine zahlreichen Auftritte im Ausland brachten vor allem Interessierten in Fernost die Musik der Strauss-Dynastie nahe.

## Lebenslauf
Eduard Strauss II wurde am 24. März 1910 als Sohn von Josef Strauss II (1868–1940) und Cäcilie (auch Zäzilia), geb. Zack (auch Žak, 1878–1951) in Wien V (Margareten) geboren, besuchte die Volksschule und erhielt mit sechs Jahren den ersten Violinunterricht. Bereits mit zwölf Jahren entschloss er sich, Musiker zu werden, lernte er an der Wiener Akademie für Musik (heute: Universität für Musik und darstellende Kunst Wien) Klavier, Horn und Musiktheorie. Bis zu seiner Einberufung 1939 unterrichtete er an der Auer-Weissgerber-Gesangsschule Wien, von 1946 bis 1956 war er Lehrer und Korrepetitor am Konservatorium der Stadt Wien (heute: Musik und Kunst Privatuniversität der Stadt Wien).
1949 wurde er von für die von der Johann-Strauss-Gesellschaft Wien veranstalteten Festwoche (aus der die heutigen Wiener Festwochen hervorgingen) angefragt, ob er als Interpret der Musik der Familie Strauss vor ein Orchester treten würde, was er nach einigen Bedenken zusagte. Sein Debüt als Dirigent fand am 4. Juni 1949 mit dem Niederösterreichischen Tonkünstlerorchester im Wiener Rathaus statt, als er den Walzer An der schönen blauen Donau leitete. Am 11. Dezember leitete er erstmals eine Strauss-Operette – Wiener Blut – in der Volksoper Wien. Im Juli 1950 folgte die Leitung eines ersten Konzertes mit den Wiener Symphonikern, 1954 eine erste Auslandstournee mit dem Neuen Wiener Konzertverein nach Deutschland und in die Schweiz.
Im Jahr 1954 spielte er in drei Filmen mit. In Ewiger Walzer verkörperte er seinen Großvater Eduard Strauß, in Mädchenjahre einer Königin seinen Urgroßvater Johann Strauss (Vater) sowie in Der Komödiant von Wien seinen Großonkel Johann Strauss (Sohn).
1956 gab er schließlich seine Lehrtätigkeit auf und widmete sich ausschließlich dem Dirigieren. Im Juli 1956 begann die erste seiner insgesamt sechs Japan-Tourneen, die alle jeweils mehrere Monate umfassten. Weitere folgten 1958, 1962, 1964, 1965 und die letzte 1967. Der Tournee von 1956 schloss sich ein Abstecher für zwei Konzerte nach Manila an, denen von 1957 und 1962 folgten Konzerte in Seoul.
Auslandstourneen oder einzelne Gastspiele führten ihn nach Deutschland (1954, 1955, 1957, 1958, 1962, 1966, 1968), der Schweiz (1954, 1955, 1956, 1968), Italien (1957), Ungarn (1960, 1961, 1963), der UdSSR (1960), Frankreich (1962, 1964), Norwegen (1963), Dänemark (1963, 1965, 1967), Großbritannien (1964), Schweden (1964), Bulgarien (1964), der Tschechoslowakei (1963, 1964, 1966, 1967), Kanada (1965, 1966), den USA (1966), Polen (1967) und Griechenland (1963).
Er dirigierte, neben vielen anderen Orchestern, die Wiener Philharmoniker, die Wiener Symphoniker, das Tokyo Philharmonic Orchestra, das Royal Philharmonic Orchestra, das Mozarteumorchester Salzburg und die Leningrader Philharmoniker. Seine erste Schallplatteneinspielung als Dirigent erfolgte 1956. Rundfunkeinspielungen für den ORF erfolgten 1969.
1961 leitete er in Kairo die Operette Die lustige Witwe, die hier erstmals in ägyptischer Sprache aufgeführt wurde.
1966 gründete er mit anderen Musikern das Wiener Johann Strauss Orchester (es geht auf eine Idee zurück, die bereits die Wiener Symphoniker 1954 an ihn herantrugen, die sich jedoch bis auf zwei Konzerte wieder zerschlug), das er bis zu seinem Tod leitete und dirigierte.

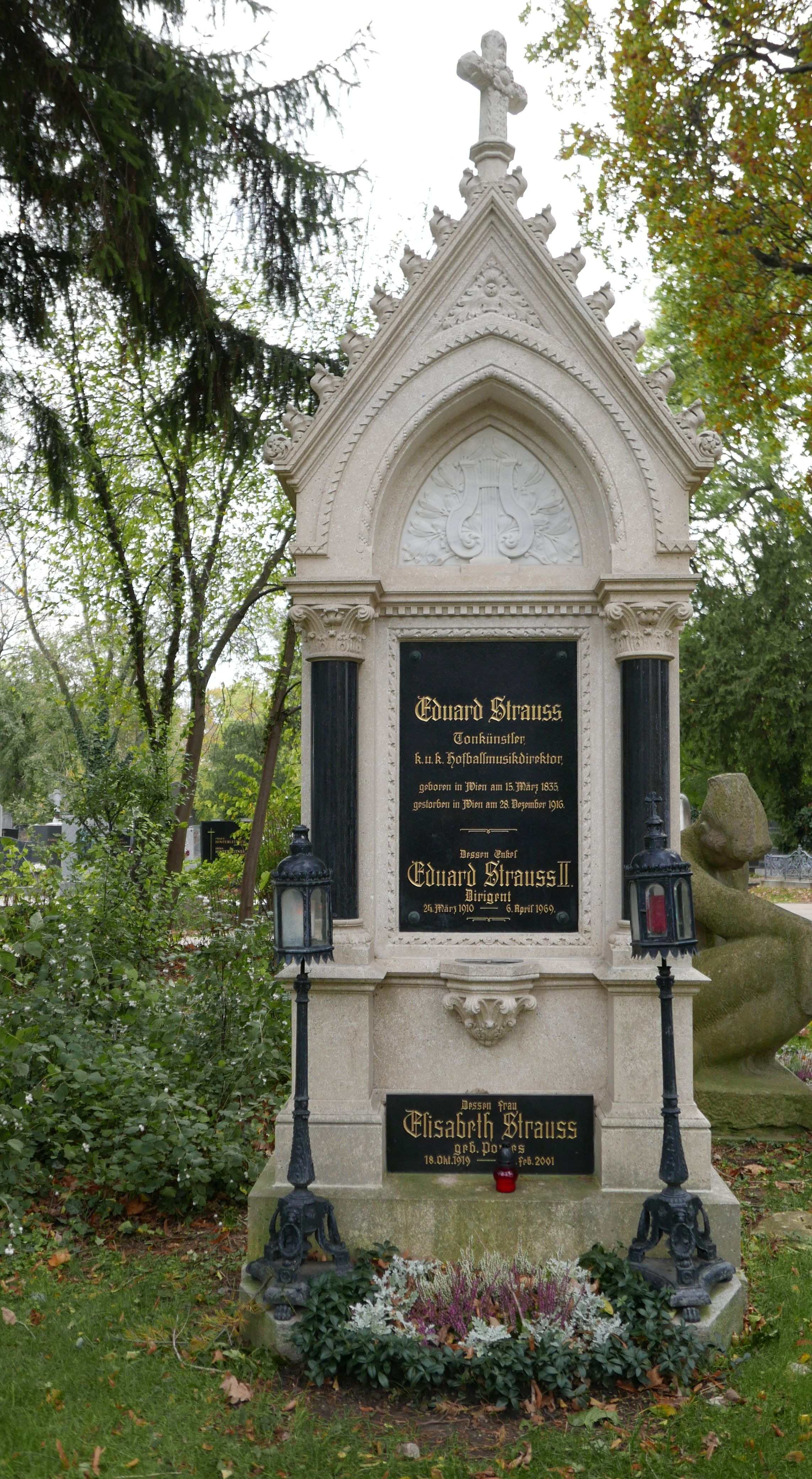
Grab auf dem Wiener Zentralfriedhof (2017)

1950 heiratete er Elisabeth Pontes (1919–2001), beider gemeinsamer Sohn Eduard Strauss kam 1955 auf die Welt und war als Richter tätig, zuletzt bis zu seinem Ruhestand (Ende April 2020) Senatspräsident am Oberlandesgericht Wien. Eduard Strauss II starb am 6. April 1969 völlig unerwartet an einem Blutsturz in Folge eines nicht erkannten bzw. behandelten Aortenaneurysmas.